# Montevideo (Pferd)
Montevideo war ein Holsteiner Pferd, das von Uwe Sauer zwischen 1983 und 1992 für die Bundesrepublik Deutschland in internationalen Dressurprüfungen gestartet ist.
Montevideo und Sauer nahmen 1983 an der Europameisterschaft teil und gewannen Einzel Bronze. Mit der Mannschaft gewannen sie 1983 und 1985 die Goldmedaille. Sie nahmen 1984 an den Olympischen Spielen in Los Angeles teil, wo sie mit der Mannschaft eine Goldmedaille gewannen und in der Einzelwertung Platz 6 belegten. 1984 und 1985 wurden sie bei den deutschen Meisterschaften im Dressurreiten hinter Reiner Klimke jeweils Silbermedaillengewinner.

## Stammbaum
| Vater Marlon Vollblut 1958     | Tamerlane Vollblut 1952 | Persian Gulf Vollblut 1940    | Bahram - 1932               |
| Vater Marlon Vollblut 1958     | Tamerlane Vollblut 1952 | Persian Gulf Vollblut 1940    | Double Life - 1926          |
| Vater Marlon Vollblut 1958     | Tamerlane Vollblut 1952 | Eastern Empress Vollblut 1944 | Nearco - 1935               |
| Vater Marlon Vollblut 1958     | Tamerlane Vollblut 1952 | Eastern Empress Vollblut 1944 | Cheveley Lady - 1939        |
| Vater Marlon Vollblut 1958     | Maralinni Vollblut 1950 | Fairford Vollblut 1934        | Fairway - 1925              |
| Vater Marlon Vollblut 1958     | Maralinni Vollblut 1950 | Fairford Vollblut 1934        | Pallet Crag - 1928          |
| Vater Marlon Vollblut 1958     | Maralinni Vollblut 1950 | Misguided Vollblut 1937       | Knight of the Garter - 1921 |
| Vater Marlon Vollblut 1958     | Maralinni Vollblut 1950 | Misguided Vollblut 1937       | Miss Privet - 1923          |
| Mutter Afrika Holsteiner ~1965 | Roman Holsteiner 1960   | Ramzes Anglo-Araber 1937      | Rittersporn - 1917          |
| Mutter Afrika Holsteiner ~1965 | Roman Holsteiner 1960   | Ramzes Anglo-Araber 1937      | Jordi - 1928                |
| Mutter Afrika Holsteiner ~1965 | Roman Holsteiner 1960   | Dorette Holsteiner 1948       | Monarch - 1941              |
| Mutter Afrika Holsteiner ~1965 | Roman Holsteiner 1960   | Dorette Holsteiner 1948       | Schelle - 1940              |
| Mutter Afrika Holsteiner ~1965 | Tuja Holsteiner ~1957   | Faehnrich Holsteiner 1953     | Fachmann - 1949             |
| Mutter Afrika Holsteiner ~1965 | Tuja Holsteiner ~1957   | Faehnrich Holsteiner 1953     | Fera - 1947                 |
| Mutter Afrika Holsteiner ~1965 | Tuja Holsteiner ~1957   | Ostende Holsteiner ~1950      | Loewenjaeger - 1943         |
| Mutter Afrika Holsteiner ~1965 | Tuja Holsteiner ~1957   | Ostende Holsteiner ~1950      | Duenaburg - ~1945           |